# Valentina Ponomariova (cantante)
Valentina Dmítrievna Ponomariova (ruso: Валенти́на Дми́триевна Пономарёва; Moscú, 10 de julio de 1939), a menudo también transliterado como Ponomareva, es una cantante rusa, intérprete de romances rusos y vocalista de jazz.

## Trayectoria
El padre de Valentina es el violinista romaní Dmitri Ponomariov y su madre es la pianista rusa Irina Lukashova. Valentina nació cuando sus padres eran estudiantes del Conservatorio de Moscú y vivían en un dormitorio de estudiantes. Valentina creció rodeada de música clásica europea y popular romaní.
Sus padres viajaron mucho por lo que Valentina estudió en muchas escuelas. Después de terminar la escuela, ingresó en la Escuela de Arte de Jabárovsk. Estudió canto y piano. Como estudiante aprendió y se interesó por el jazz.
Valentina obtuvo títulos externos y fue invitada a un teatro para interpretar el papel de una cantante gitana en una obra dramática " El cadáver viviente " (de Lev Tolstói). Su papel incluyó varias canciones y tuvo gran éxito entre el público.
En 1967 Valentina participó en el Festival Internacional de Jazz de Tallin. Tras su actuación, la banda de jazz de Anatoli Krol le invitó a unirse a ellos, que era bastante famosa en la URSS.
En 1971, la cantante dejó la banda y se convirtió en actriz en el Teatro Gypsy Romen de Moscú. En 1973, el trío "Romen" actuó en el escenario, con Valentina como cantante.  En 1973, el trío fue premiado en el Concurso de Intérpretes de Variedades de la URSS.
En 1983 Valentina dejó el trío "Romen" y trabajó sola. Se involucró en lo que se llamó "Soviet New Jazz", actuando y grabando con Jazz Group Arkhangelsk, además de trabajar con la compositora Sofiya Gubaidúlina.
En 1983 interpretó una serie de romances para la película histórica A Cruel Romance de Eldar Riazánov. Estas canciones fueron éxitos en la radio durante muchos años. Cinco años más tarde prestó su voz a la Mujer en el largometraje de animación The Cat Who Walked by Herself.
A principios de la década de 1990 tocò como parte de un trío con Ken Hyder y Tim Hodgkinson.
Sus grabaciones completas con el Trío Romen están siendo relanzadas (2008) por Hot Club Records de Jon Larsen.